# Alessandro Verre
Alessandro Verre (Marsicovetere, 17 november 2001) is een Italiaans wielrenner die sinds 2022 uitkomt voor Arkéa Samsic. 

## Carrière
Verre begon met wielrennen op 11-jarige leeftijd. In 2019 behaalde hij 12 overwinningen op amateurniveau. Dit zorgde ervoor dat Verre in 2020 zijn eerste profcontract kreeg aangeboden. Dit was bij het Italiaanse Casillo–Petroli Firenze–Hopplà. Voor deze ploeg was Verre een seizoen actief. In 2021 maakte hij de overstap naar Team Colpack Ballan. Waar hij wederom na één seizoen werd opgepikt door het Franse Arkéa Samsic. De ploeg waar hij een contract tekende voor 3 seizoenen. 
In april 2023 deed hij een poging zijn eerste profzege te behalen op professioneel niveau. Dit was in de Ronde van de Jura waar hij op 25 kilometer voor de meet in de aanval ging. Echter werd hij enkele kilometers voor de finish bijgehaald door de groep der favorieten.

## Overwinningen
2021
1e etappe Ronde van de Aostavallei

## Resultaten in voornaamste wedstrijden
| Jaar | Ronde van Italië | Ronde van Frankrijk | Ronde van Spanje |
| ---- | ---------------- | ------------------- | ---------------- |
| 2023 | opgave           |                     |                  |
| 2024 | 73e              |                     |                  |
| 2025 | 104e             |                     |                  |

| Jaar | Milaan-San Remo | Ronde van Lombardije | Strade Bianche |
| ---- | --------------- | -------------------- | -------------- |
| 2023 | 166e            | opgave               | 40e            |
| 2024 |                 | 98e                  |                |
| 2025 | 160e            |                      |                |

### Resultaten in kleinere rondes
| Jaar | Tour Down Under | Tirreno-Adriatico | Ronde van Catalonië | Ronde van Baskenland | Ronde van Polen | Ronde van Guangxi |
| ---- | --------------- | ----------------- | ------------------- | -------------------- | --------------- | ----------------- |
| 2023 | 82e             |                   |                     | opgave               |                 | 37e               |
| 2024 |                 |                   | 108e                | 79e                  | 16e             |                   |
| 2025 | 37e             | opgave            |                     | 77e                  |                 |                   |

(*) tussen haakjes aantal individuele etappeoverwinningen

## Ploegen
- 2020 –  Casillo–Petroli Firenze–Hopplà
- 2021 –  Team Colpack Ballan
- 2022 –  Arkéa Samsic
- 2023 –  Arkéa Samsic
- 2024 –  Arkéa-B&B Hotels
- 2025 –  Arkéa-B&B Hotels

Anacona · Barguil · Barré (vanaf 1/8) · Bouet · Bouhanni · Capiot · Declercq · Delaplace · Edet · Flórez · Gesbert · Grondin · Guernalec · Guglielmi · Hardy · Hofstetter · Ledanois · Louvel · McLay · Noppe · Owsian · Pajur · Pichon · D. Quintana · N. Quintana · Ries · Riou · Russo · Swift · Vauquelin · Verre · Clynhens (stagiair) · Costiou (stagiair) · Thierry (stagiair)
Barguil · Barré · Biermans · Bouet · Bouhanni · Capiot · Champoussin · Costiou · Dekker · Delaplace · Démare (vanf 1/8) · Edet · Gesbert · Grondin · Guernalec · Guglielmi · Hofstetter · Le Berre · Ledanois · Louvel · McLay · Mozzato · Owsian · Pichon · Ponomar (tot 31/7) · Ries · Riou · Rodríguez · Russo · Vauquelin · Verre · Dauphin (stagiair) · Gillet (stagiair) · Tjøtta (stagiair)
Albanese · Barré · Biermans · Capiot · Champoussin · Costiou · Dekker · Delaplace · Démare · García Pierna · Gesbert · Grondin · Guernalec · Guglielmi · Huys · Le Berre · Ledanois(tot 15/8) · Louvel · McLay · Mozzato · Owsian · Ries · Riou · Rodríguez · Scotson · Sénéchal · Thierry (vanaf 1/9) · Vauquelin · Venturini · Verre
Biermans · Capiot · Costiou · Delaplace · Démare · Epis · García Pierna · Gesbert · Grondin · T. Guernalec · V. Guernalec · Guglielmi · Huys · Le Berre · Lozouet · Mozzato · Ries · Rodríguez · Rouland · Scotson · Sénéchal · Svestad-Bårdseng · Thierry · Tjøtta · Vauquelin · Venturini · Verre